# Władysław Ordęga
Władysław Symforian Ordęga (ur. 25 sierpnia 1828 w Koźminku, zm. 14 lipca 1896 w Paryżu) – francuski dyplomata w służbie zagranicznej.

## Życiorys
Urodził się w Koźminku 25 sierpnia 1828 w rodzinie Józefa Ordęgi herbu Łodzia i jego żony Antoniny z Kiełczewskich herbu Pomian jako ich najstarszy syn. Miał dwóch braci: Mieczysława, Bolesława i siostrę Marię. Rodzice jego po upadku powstania listopadowego wyjechali w 1834 wraz z nim do Francji. Uczęszczał do szkół w Bordeaux, Rennes i Paryżu. W Paryżu ukończył również Szkołę Administracji.
Wraz z bratem Mieczysławem w styczniu 1848 przystąpił do Towarzystwa Demokratycznego Polskiego. W latach 1859–64 należał do Rady Szkoły Polskiej w Bitignolles i udzielał również lekcji.
W 1855 został attache w dyrekcji konsularnej. W 1869 został konsulem Francji w Sarajewie, w 1873 przeniósł się do Civita Vecchia a w 1875 do Palermo. Stanowisko konsula sprawował w Kartagenie, Trieście, Antwerpii. W 1881 został ministrem pełnomocnym w Maroku a w 1884 w Bukareszcie.
W 1866 został kawalerem a w 1883 został oficerem Legii Honorowej. W 1892 przeszedł w stan spoczynku. Władysław Ordęga był dwukrotnie żonaty. Z pierwszą żoną Jadwigą hr. z Hutten-Czapskich miał córkę Michalinę żonatą z Aleksandrem Laskim. Z drugą żoną Marią z Żółkiewskich miał troje dzieci, syna Józefa oraz córki: Antoninę, Marię Teresę i Janinę. Zmarł 14 lipca 1896 w Paryżu i został pochowany na cmentarzu w Les Champeaux w Montmorency.